# Lekkoatletyka na Letnich Igrzyskach Olimpijskich 1956 – bieg na 1500 m mężczyzn
Bieg na 1500 metrów mężczyzn podczas XVI Letnich Igrzysk Olimpijskich w Melbourne rozegrano 29 listopada (eliminacje) i 1 grudnia 1956 (finał) na stadionie Melbourne Cricket Ground. Zwycięzcą został reprezentant Irlandii Ron Delany, który w finale ustanowił rekord olimpijski z czasem 3:41,2.

## Rekordy

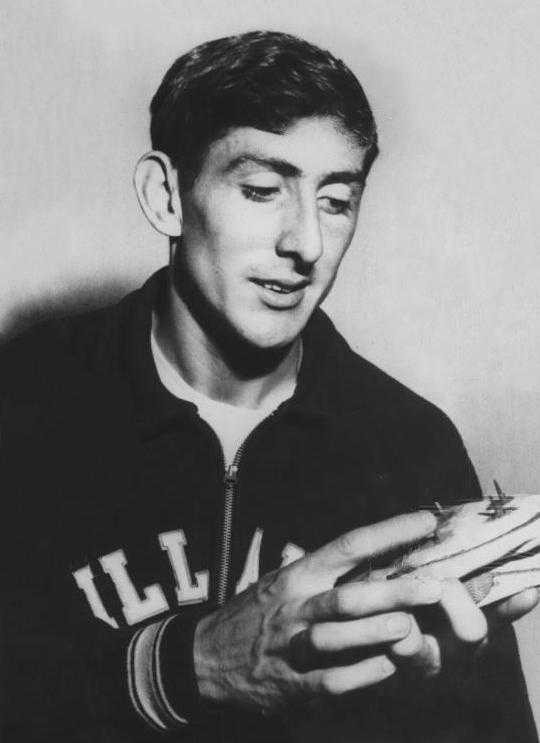
Ron Delany

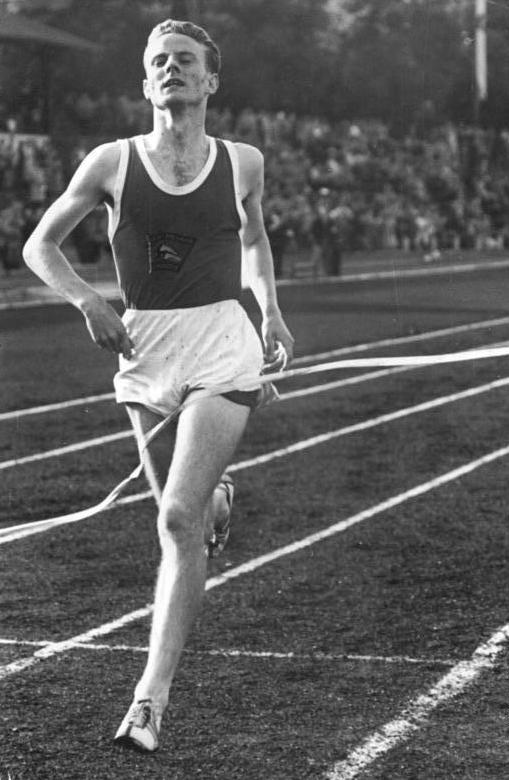
Klaus Richtzenhain

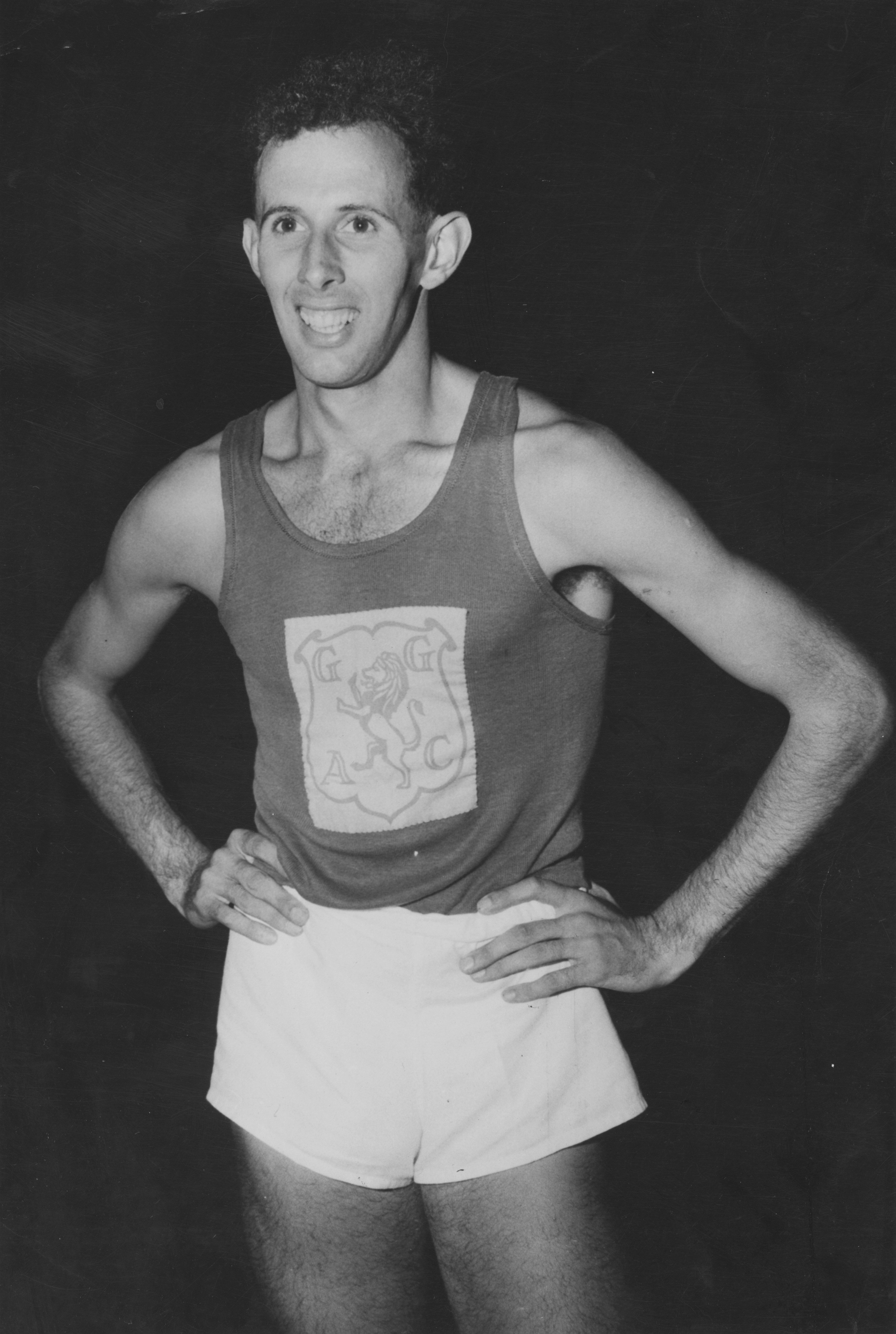
John Landy

|                   | Zawodnik           | Narodowość        | Czas   | Data                 | Miejsce  |
| ----------------- | ------------------ | ----------------- | ------ | -------------------- | -------- |
| Rekord świata     | István Rózsavölgyi | Węgry             | 3:40,6 | 3 sierpnia 1956(dts) | Tata     |
| Rekord olimpijski | Josy Barthel       | Luksemburg        | 3:45,2 | 26 lipca 1952(dts)   | Helsinki |
| Rekord olimpijski | Bob McMillen       | Stany Zjednoczone | 3:45,2 | 26 lipca 1952(dts)   | Helsinki |

## Wyniki
| Poz. - pozycja |
| – rekord świata \| – rekord krajowy \| – rekord życiowy \| = – wyrównany rekord życiowy \| · – najlepszy wynik w sezonie \| = – wyrównany najlepszy wynik w sezonie \| – rekord olimpijski |
| Fn – falstart \| DNF – nie ukończył \| DNS – nie wystartował \| DSQ – zdyskwalifikowany |

### Eliminacje
Rozegrano trzy biegi eliminacyjne. Do finału awansowało po czterech najlepszych zawodników z każdego biegu (Q).

#### Bieg 1
| Poz. | Zawodnik                 | Narodowość        | Rezultat | Uwagi |
| ---- | ------------------------ | ----------------- | -------- | ----- |
| 1    | Klaus Richtzenhain       | Niemcy            | 3:46,76  | Q     |
| 2    | Stanislav Jungwirth      | Czechosłowacja    | 3:46,79  | Q     |
| 3    | Ian Boyd                 | Wielka Brytania   | 3:47,13  | Q     |
| 4    | Murray Halberg           | Nowa Zelandia     | 3:47,39  | Q     |
| 5    | István Rózsavölgyi       | Węgry             | 3:49,54  |       |
| 6    | André Ballieux           | Belgia            | 3:49,94  |       |
| 7    | Michel Jazy              | Francja           | 3:49,95  |       |
| 8    | Ted Wheeler              | Stany Zjednoczone | 3:50,02  |       |
| 9    | Jonas Pipynė             | ZSRR              | 3:50,86  |       |
| 10   | Josy Barthel             | Luksemburg        | 3:50,64  |       |
| 11   | Mamo Wolde               | Etiopia           | 3:51,0   |       |
| –    | Jim Bailey               | Australia         | DNS      |       |
| –    | Phoi Jaiswang            | Tajlandia         | DNS      |       |
| –    | Dimitrios Konstantinidis | Grecja            | DNS      |       |
| –    | Joseph Narmah            | Liberia           | DNS      |       |

#### Bieg 2
| Poz. | Zawodnik           | Narodowość        | Rezultat | Uwagi |
| ---- | ------------------ | ----------------- | -------- | ----- |
| 1    | Merv Lincoln       | Australia         | 3:45,63  | Q     |
| 2    | Ken Wood           | Wielka Brytania   | 3:46,90  | Q     |
| 3    | Ron Delany         | Irlandia          | 3:47,48  | Q     |
| 4    | László Tábori      | Węgry             | 3:48,21  | Q     |
| 5    | Ingvar Ericsson    | Szwecja           | 3:49,20  |       |
| 6    | Jewgienij Sokołow  | ZSRR              | 3:49,27  |       |
| 7    | Ewangelos Depastas | Grecja            | 3:51,79  |       |
| 8    | Olavi Salsola      | Finlandia         | 3:55,0   |       |
| 9    | Günter Dohrow      | Niemcy            | 3:58,0   |       |
| 10   | Ramón Sandoval     | Chile             | 3:58,1   |       |
| 11   | Don Bowden         | Stany Zjednoczone | 3:59,7   |       |
| 12   | Émile Leva         | Belgia            | 4:06,0   |       |
| 13   | Sim Sang-ok        | Korea Południowa  | 4:09,0   |       |
| 14   | Mahmoud Jan        | Pakistan          | 4:15,0   |       |
| 15   | Somnuek Srisombat  | Tajlandia         | 4:30,0   |       |

#### Bieg 3
| Poz. | Zawodnik             | Narodowość        | Rezultat | Uwagi |
| ---- | -------------------- | ----------------- | -------- | ----- |
| 1    | Neville Scott        | Nowa Zelandia     | 3:48,09  | Q     |
| 2    | Brian Hewson         | Wielka Brytania   | 3:48,10  | Q     |
| 3    | John Landy           | Australia         | 3:48,67  | Q     |
| 4    | Gunnar Nielsen       | Dania             | 3:48,80  | Q     |
| 5    | Dan Waern            | Szwecja           | 3:48,84  |       |
| 6    | Gianfranco Baraldi   | Włochy            | 3:52,20  |       |
| 7    | Siergiej Suchanow    | ZSRR              | 3:52,96  |       |
| 8    | Jerome Walters       | Stany Zjednoczone | 3:55,60  |       |
| 9    | Jeorjos Pepawasileju | Grecja            | 3:57,57  |       |
| 10   | Eduardo Fontecilla   | Chile             | 3:58,46  |       |
| –    | Siegfried Herrmann   | Niemcy            | DNF      |       |
| –    | Muhammad Anwar       | Kanada            | DNS      |       |
| –    | Audun Boysen         | Norwegia          | DNS      |       |
| –    | George Johnson       | Liberia           | DNS      |       |
| –    | Veliša Mugoša        | Jugosławia        | DNS      |       |

### Finał
| Poz. | Zawodnik            | Narodowość      | Rezultat | Uwagi |
| ---- | ------------------- | --------------- | -------- | ----- |
| 1    | Ron Delany          | Irlandia        | 3:41,49  | [ 1 ] |
| 2    | Klaus Richtzenhain  | Niemcy          | 3:42,02  |       |
| 3    | John Landy          | Australia       | 3:42,03  |       |
| 4    | László Tábori       | Węgry           | 3:42,55  |       |
| 5    | Brian Hewson        | Wielka Brytania | 3:42,69  |       |
| 6    | Stanislav Jungwirth | Czechosłowacja  | 3:42,80  |       |
| 7    | Neville Scott       | Nowa Zelandia   | 3:42,87  | [ 3 ] |
| 8    | Ian Boyd            | Wielka Brytania | 3:42,94  |       |
| 9    | Ken Wood            | Wielka Brytania | 3:44,70  |       |
| 10   | Gunnar Nielsen      | Dania           | 3:45,58  |       |
| 11   | Murray Halberg      | Nowa Zelandia   | 3:46,09  |       |
| 12   | Merv Lincoln        | Australia       | 3:51,9   |       |